# Fuente Vaqueros
Fuente Vaqueros è un comune spagnolo di 4 594 abitanti situato nella comunità autonoma dell'Andalusia. Comunemente chiamato La Fuente è situato più precisamente nella parte occidentale della comarca della Vega de Granada nella provincia di Granada.
Confina con i comuni di Santa Fe, Chauchina, Cijuela, Láchar e Pinos Puente, anche se solo una stretta fascia di 100 metri di lunghezza lo separa dal confine tra Pinos e Valderrubio. Altre località vicine sono Romilla, Zujaira e Casanueva. Il suo territorio comunale è attraversato dal fiume Genil, nel quale sfocia il fiume Cubillas vicino al nucleo di Láchar. Fuente Vaqueros è una delle cinquantuno entità che formano l'Area Metropolitana di Granada.
Il Comune di Fuente Vaqueros comprende i nuclei di popolazione di Fuente Vaqueros, La Paz e una piccola parte di Pedro Ruiz, collocato tra il confine comunale di Fuente Vaqueros e Santa Fe. Inoltre è esistito il villaggio di El Martinete, un antico mulino di farina del quale si conservano solo le rovine. In questo paese è nato il poeta spagnolo più importante del XX secolo: Federico García Lorca, che è diventato ora il principale richiamo turistico e culturale del luogo.

## Storia
Fuente Vaqueros condivide la storia degli altri luoghi della Vega granadina. Di origine probabilmente araba, visse lo splendore della dinastia Nazarí, fino alla Riconquista nel 1492. Come gli altri paesi della zona, è stato teatro dell'espulsione dei mori e della successiva ripopolazione con coloni di altre regioni.
Il Soto de Roma, proprietà dei Re di Granada, passò a far parte dei beni diretti della Corona dopo la Presa di Granada, come luogo di caccia e passatempo, con fitti boschi e campi da semina. Per trecento anni rimase nelle mani dei reali, donata da sua maestà il Re Carlos III a Ricardo Wall nel 1756. Nel 1767 incomincò la colonizzazione del podere. Nel 1777 tornò nelle mani della Corona, passando poi in quelle di Manuel Godoy. Nel 1813, quando fu di nuovo della Corona, le Cortes di Cadice donarono il podere al Duca di Wellington come ricompensa per i servizi prestati durante la Guerra di Indipendenza contro i francesi.
Al centro di questo enorme podere esisteva una zona dove si raccoglieva molta acqua che finì per essere una palude dovuta a volte alle perdite acquifere della Vega, in questo luogo si incontravano due cascine: Alquería de la Fuente e Alquería de los Vaqueros, che successivamente diedero luogo a Fuente Vaqueros. Fino al 1940 l'attuale Comune di Fuente Vaqueros appartenne al Duca di Wellington che affittava ai coloni le sue terre che poco a poco vendette agli stessi che fondarono e popolarono l'attuale municipio.

## Cultura

### Federico García Lorca
Si conosce internazionalmente Fuente Vaqueros per essere stato il paese natale di Federico García Lorca, poeta che nacque il 5 giugno 1898 nella casa della maestra del paese, Doña Vicenta Lorca, sua madre. In questo Comune si trovano molte riferimenti e tracce del famoso poeta e drammaturgo grazie a monumenti e musei costruiti in sua memoria.

## Cristo de la Victoria
Durante la Guerra di Indipendenza (1808-1812), in un villaggio chiamato Darajali vivevano i nonni di un'abitante del paese, più conosciuta come Enanilla de Rute. Una notte bussarono alla porta quattro uomini (non si sa se fossero spagnoli o francesi) chiedendo legna a cambio di qualcosa che avevano nascosto: un cristo in croce a grandezza naturale. Il padrone di casa gli diede la legna e prese il cristo, però l'abitazione era troppo piccola e non avevano il posto dove metterlo, cosicché lo portarono al magazzino del grano del paese che si chiamava El Trébol.
Il cristo rimase lì diverse settimane, finché alcuni ufficiali francesi arrivarono nel paese occupando il magazzino. Il sindaco del paese, Don Vidal, e sua moglie, Doña Vicenta, ordinarono a colui che portò il cristo al magazzino di preparare da mangiare ai francesi. Quando questi videro il cristo, vollero bruciarlo per scaldarsi, ma il sindaco lo evitò offrendo loro della legna. Il sindaco Don Vidal si portò il cristo a casa nascondendolo sotto il letto dove la gente del paese andava a vederlo e gli diede il nome di Señor del tío Vidalico. Quando Don Vidal morì i suoi figli donarono il Cristo alla chiesa del paese con il nome di Santísimo Cristo de la Victoria, nome che deriva dalla vittoria della Spagna contro i francesi.
Il giorno del cristo era il 3 settembre, durante la Fiera Reale del Bestiame (giorni 1, 2, 3, e 4 dello stesso mese), ma il parroco della chiesa, Don Eduardo Martín Granados, non consentì che la figura fosse celebrata durante la Fiera, perché secondo lui le fiere erano pagane. Fu così che viaggiò fino a Roma, in Italia, per poter registrarlo come santo patrono di Fuente Vaqueros, e cambiò il giorno che dagli anni '50 divenne il 14 settembre, giorno dell'Esaltazione della Santa Croce.

## Geografia fisica
Il comune è attraversato dal fiume Genil.

## Gastronomia
Le verdure e gli ortaggi che si coltivano nelle terre fertili di Fuente Vaqueros sono i protagonisti dei piatti tradizionali del Comune. Di fatto, la sua coltura principale è l'asparago verde che, assieme a patate, spinaci e peperoni, è componente abituale del suo ricettario. Come piatti di verdura spiccano la leche pava, che non ha latte ma zucca, la sopa de maimones e le patatas en gloria con olio e aceto. Per quanto riguarda la carne, spiccano piatti come le collejad en ajillo, cochifritos, il maiale e i suoi derivati. Le huevos a la nieve sono un dolce tipico di Fuente Vaqueros, assieme alle ciambelle di vino. Gli alberi da frutta, come i meli, i susini, i peri e gli alberi di cachi che segnano i campi di Fuente Vaqueros, aiutano a creare dolci ad hoc.